# 范丽青
范丽青（1955年—），女，漢族，福建省泉州南安市溪美鎮人，中華人民共和國官員。曾担任中共十四大代表。

## 生平
1983年毕业于厦门大学中文系，从厦门大学毕业后进入新华社。1987年3月，加入中国共产党。曾任新华社国内部记者、新华社香港分社记者、新华社高级记者、新华社国内部港台室副主任、新华社台港澳部副主任。1991年7月21日發生閩獅漁事件之後，她與中國新聞社記者郭偉鋒於同年8月12日抵達台湾采访，成為中國大陆首批驻台灣记者。1993年她到台湾采访中國國民黨全國代表大會時在会上與时任中國國民黨主席的李登輝握手。2006年，调任国台办新闻局副局长。自2007年11月14日开始兼任国台办新闻发言人。於2015年退休，由安峰山接任。